# Armand Deumi
Armand Deumi Tchani (Douala, 12 marzo 1979) è un ex calciatore camerunese, di ruolo difensore.